# Fristaten Mecklenburg-Strelitz
Fristaten Mecklenburg-Strelitz (tyska: Freistaat Mecklenburg-Strelitz) var en stat i Weimarrepubliken och den bildades efter den tyska revolutionen 1918 då storhertigen av Mecklenburg-Strelitz hade förlorat sin tron. Staten existerade fram till det att nazistpartiet kom till makten och slog ihop den med Mecklenburg-Schwerin för att på så sätt bilda staten Mecklenburg.

## Historia
Storhertig Adolf Fredrik V av Mecklenburg-Strelitz dog 1914, hans son Adolf Fredrik VI, född 1882, begick självmord den 24 februari 1918, och regeringen övertogs då av regerande storhertigen i Mecklenburg-Schwerin, Fredrik Frans IV, i avvaktan på tronföljdens definitiva reglering och de båda storhertigdömenas förening (representanten för ättens i Ryssland naturaliserade yngre gren, hertig Karl Mikael, väntades avsäga sig sina tronanspråk).
Emellertid kom tyska revolutionen i november 1918 emellan. I båda storhertigdömena utropades republik, och Fredrik Frans avsade sig den 14 november sina tronanspråk. Författningsgivande församlingar inkallades i båda länderna var för sig och antog nya författningar, varvid föreningstanken sköts åt sidan. I båda de nya republikerna vidtog ett genomgripande reformarbete i fråga om sociala förhållanden, förvaltning m.m. Den gamla ständerförfattningen avskaffades, lokalförvaltningen i stad och på land nyorganiserades efter moderna grundsatser, nya förvaltningsdomstolar inrättades, den prästerliga uppsikten över skolväsendet avskaffades o.s.v. Vid valen till författningsgivande lantdagar erhöll i bägge länderna socialdemokraterna hälften av mandaten, men sedan fick i båda lantdagarna borgerlig (om än inbördes söndrad) majoritet.

## Styrande i Mecklenburg-Strelitz

### Ordförande i Mecklenburg-Strelitz statsdepartement, 1918–1919
- Peter Franz Stubmann (DDP) 1918–1919
- Hans Krüger (SPD) 1919

### Ministerpresidenter i Mecklenburg-Strelitz, 1919–1933
- Karl Gustav Hans Otto Freiherr von Reibnitz (SPD) 1919–1923
- Karl Schwabe (DNVP) 1923–1928
- Karl Gustav Hans Otto Freiherr von Reibnitz (SPD) 1928–1931
- Heinrich Wilhelm Ferdinand von Michael (DNVP) 1931–1933
- Fritz Stichtenoth (NSDAP) 1933
- Friedrich Hildebrandt (Reichsstatthalter) 1933